# Balinovce
Balinovce (em cirílico: Балиновце) é uma vila da Sérvia localizada no município de Vladičin Han, pertencente ao distrito de Pčinja, na região de Južno Pomoravlje. A sua população era de 120 habitantes segundo o censo de 2011.

## Demografia
| 1948 | 1953 | 1961 | 1971 | 1981 | 1991 | 2002 | 2011 |
| ---- | ---- | ---- | ---- | ---- | ---- | ---- | ---- |
| 254  | 270  | 341  | 199  | 179  | 177  | 154  | 120  |